# Mohamed Abdelaziz
Mohamed Abdelaziz (محمد عبد العزيز) (født 17. august 1948 i Smara, Vestsahara - død 31. maj 2016) var en vestsaharisk politiker og guerillaleder, der siden 1976 og til sin død var formand for Frente Polisario og præsident for Den sahrawiske arabiske demokratiske republik. 
Omkring 70 lande inklusive Den Afrikanske Union anerkendte Abdelaziz som Vestsaharas legitime leder. Landet har været besat af Marokko siden 1975. Han havde siden 1990'erne arbejdet for et selvstændigt Vestsahara med diplomatiske midler, men havde aldrig udelukket en overgang til væbnet kamp.
Han levede i eksil i Sahrawi-flygtningelejrene i Tindouf-provinsen i det vestlige Algeriet.